# Essameldin Abou el-Nein
Essameldin Abou el-Nein (in arabo عصام الدين أبو العينين‎?; Porto Said, 27 agosto 1954) è un ex cestista egiziano.

## Carriera
Con l'Egitto ha disputato i Giochi olimpici di Los Angeles 1984.